# Florentynów
Florentynów [pronunciación en polaco: /flɔrɛnˈtɨnuf/] es un pueblo ubicado en el distrito administrativo de Gmina Lutomiersk, dentro del Distrito de Pabianice, Voivodato de Łódź, en Polonia central. Se encuentra aproximadamente a 7 kilómetros al este de Lutomiersk, a 12 kilómetros al noroeste de Pabianice, y a 14 kilómetros al suroeste de la capital regional Łódź.